# Jutta Kleinschmidt
Jutta Kleinschmidt (Colônia, 29 de agosto de 1962) é uma automobilista de ralis da Alemanha. É a primeira, e por enquanto única, mulher a ganhar o prestigiado Rali Dakar em 2001 (categoria carros).
Na ocasião, Jutta dirigiu um Mitsubishi Pajero Evolution.